# الاتحاد السلافي
الاتحاد السلافي كانت منظمة روسية للنازيين الجدد تأسست عام 1999 من قبل ديمتري ديموشكين. في عام 2010 تم حظره من قبل محكمة مدينة موسكو.

## تاريخ
تأسس الاتحاد السلافي في سبتمبر 1999 من قبل ديمتري ديموشكين.
تم حظر الاتحاد السلافي من قبل محكمة مدينة موسكو في 27 أبريل 2010 بعد اتهامات من قبل المدعين بأن المجموعة تروج للاشتراكية الوطنية «بأفكار مشابهة لأيديولوجية ألمانيا النازية». ردًا على الحظر في 27 أبريل أشار ديموشكين إلى أن الاتحاد السلافي قد «تم حظره في جميع أنحاء روسيا» وأشار إلى أن الاستئناف أمام سلطة قانونية أعلى بشأن حظر المنظمة سيكون «بالتأكيد» قريبًا. منذ ذلك الحين ظلت المجموعة نشطة تحت الأضواء.
في سبتمبر 2010 ظهرت معلومات تفيد بأن المنظمة فتحت مكاتب في النرويج. تم الإبلاغ عن ذلك عندما ظهر فياتشيسلاف داتسيك في سلطات الهجرة النرويجية طالبًا اللجوء السياسي. كان داتسيك قد هرب قبل فترة وجيزة من مصحة للأمراض العقلية بالقرب من سانت بطرسبرغ ويعتقد أنه وصل إلى النرويج على متن سفينة لتهريب الأسلحة. تم القبض عليه مع شخصين آخرين من قبل الشرطة النرويجية للاشتباه في أن له صلات محتملة بالجريمة المنظمة.